# Завод «Фрезер» (футбольный клуб)
«Завод „Фрезер“» — советский футбольный клуб из Москвы. Назван в честь завода «Фрезер». Основан не позднее 1931 года.
В первенстве СССР играл в 1968—1969 годах.

## Названия
- 1931—1938 — «Фрезерный завод»;
- 1968—1989 — «Завод „Фрезер“».

## Достижения
Чемпионат Москвы, 2-я группа
- Вице-чемпион (1): 1970

Чемпионат Москвы, 3-я группа
- Бронзовый призёр (1): 1965

Кубок Москвы
- Финалист (1): 1952

В первенстве СССР
- 7-е место (в зональном турнире класса «Б» , 1968 год)